# ببغاء رويبل
ببغاء رويبل (بويسفالس رويبيلي) هو طائر يستوطن جنوب غرب أفريقيا من منتصف ناميبيا وحتي جنوب غرب أنغولا. ويعيش في السافانا حيث الأشجار أو الغابات الجافة ويتواجد أكثر حيث جداول المياه أو الأنهار وسمي لذكري عالم الطبيعة الألماني إدوارد رويبل.

## الوصف

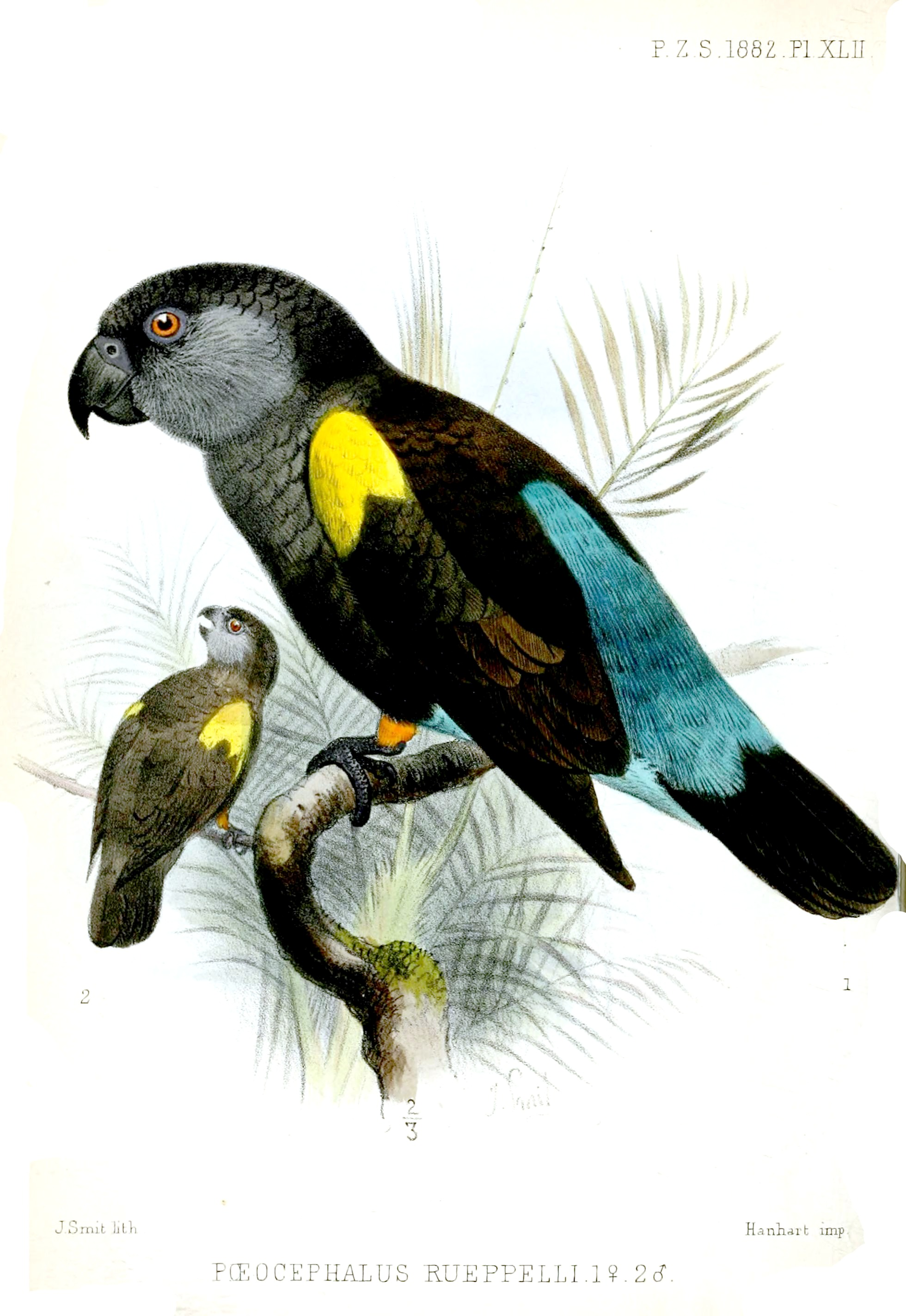
ببغاء روبيل

ببغاء رويبل يتراوح طوله بين 22-25 سم ووزنه بين 121-156 جرام ولونه بني غامق ولون رأسه رمادي غامق, وكل من الذكور والأناث البالغين لديهم ريش اصفر علي الحافة العلوية للجناح وريش اصفر علي المنطقة العليا من الأرجل, ويكون اللون الأصفر باهت أو غير متواجد علي الإطلاق في الطيور الغير بالغة, ويمكن تمييز الجنس ظاهريا فالأناث البالغة لديها ريش ازرق في المنطقة السفلي الخلفية من الجناح بينما تفقد الذكور هذا اللون عند البلوغ.

## التفريخ
تقوم ببغاوات رويبل بالتعشيش في فجوات الأشجار, والبيض أبيض اللون وعادة ما يحتوي العش علي عدد ثلاث أو اربع بيضات, وتحتضن الأنثي البيض لمدة 28 يوما وتغادر الفروخ العش بعد حوالي 68 يوما من الفقس.

## الحالة
هو نوع محمي تم وضعه في CITES ملحق 2 مثل كل الببغاوات.